# وحید صیادی نصیری
وحید صیادی نصیری (۵ شهریور ۱۳۵۹ تهران – ۲۱ آذر ۱۳۹۷ قم) یک فعال حقوق بشر، فعال عقیدتی-سیاسی، هوادار نظام پادشاهی و زندانی سیاسی اهل ایران بود. نصیری بر اثر صدمات جسمی حاصل از دو ماه اعتصاب غذای طولانی مدت در زندان لنگرود قم و پس از تحمل هفت روز بستری در بیمارستان شهید بهشتی قم درگذشت. علت اعتصاب غذای او اعتراض به محل نگهداری‌اش در بند زندانیان جرایم کیفری خطرناک ذکر شده‌است که به‌باور بسیاری مغایر با «اصل تفکیک جرایم» بود.

## دستگیری و زندان
وحید نصیری، در تابستان ۱۳۹۴ برای نخستین بار به اتهام توهین به مقدسات، توهین به رهبری و تبلیغ علیه نظام جمهوری اسلامی، به ترتیب به تحمل ۵ و ۲ و ۱ در مجموع به ۸ سال حبس محکوم شد. او پس از سیزده‌ماه بلاتکلیفی و پس از دوبار اعتصاب غذا با اعمال ماده ۱۳۴ که مربوط به تجمیع احکام می‌شود. در حال گذراندن ۵ سال از این محکومیت بود که با اعمال عفو نوروزی با تقلیل حکم روبه‌رو شد و پس از دو سال و نیم زندان در ۲۵ اسفند ۹۶ از زندان آزاد شد.
وحید صیادی، پس از دستگیری و گذراندن دوران بازجویی در بهار ۱۳۹۴ به بندهشت زندان اوین منتقل شد پس از مدتی با وثیقه آزاد شد و در شهریور همان سال برای اجرای حکم به زندان کرج رفت که پس اعتصاب غذا مجدداً در پاییز به بندهشت زندان اوین و پس از مدتی به بند چهار همان زندان انتقال یافت و در ۲۳ خرداد ۱۳۹۶، از بند چهار زندان اوین، به دلایل نامعلومی به زندان رجایی شهر کرج تبعید شد.
چند ماه پس از آزادی در اول مرداد ۱۳۹۷ به گفتهٔ مادر او خانم صادقی به وسیله مأموران سپاه در منزل بازداشت شد.

## اعتصاب غذا و مرگ
او نخستین‌بار چند ماه پس از دستگیری در تیرماه ۱۳۹۵ در زندان اوین بند هشت با هم‌بندهای خود جعفر عظیم‌زاده دست به اعتصاب غذا زد. مجدداً در مهرماه همان سال در اعتراض به تأخیر در اعلام حکم‌اش دست به اعتصاب غذا زد.
پس از دستگیری مجدد در ۲۱ مهرماه ۱۳۹۷ در اعتراض به وضعیت حقوقی خود و عدم رعایت اصل تفکیک جرایم اعتصاب غذا کرد و پس از ۶۰ روز اعتصاب طبق گفتهٔ مسئولان زندان به خانوادهٔ او در بیمارستان شهید بهشتی قم درگذشت. هشت زندان سیاسی از جمله وحید صیادی نصیری به همراه مهدی رجبیان، حسین رجبیان و آرش صادقی در زندان اوین دست به اعتصاب غذا زدند. مهدی رجبیان هم بندی صیادی نصیری بعد از مرخصی استعلاجی از زندان اوین در صفحات مجازی خود اعلام کرد که عکس صیادی نصیری به اشتباه در رسانه‌ها منتشر شده است و این عکس متعلق به صیادی نصیری نمی‌باشد. رجبیان و تعدادی از هم بندی‌های صیادی نصیری یکی از دلیل کشته شدن او را اطلاع رسانی غلط و بی خبری می‌دانند.

### خاکسپاری
در روز جمعه ۲۳ آذر ۱۳۹۷ پیکر وحید صیادی نصیری در گورستان «بهشت معصومه قم» به خاک سپرده شد. این خاکسپاری با حضور نیروهای امنیتی برگزار شد. خانواده نصیری مدعی شدند که صورت وحید پیش از خاکسپاری‌اش آغشته به خون بوده‌است.

## بایکوت رسانه‌ای
به باور برخی، یکی از ابعاد غیرقابل چشم‌پوشی در مرگ وحید صیادی نصیری، «بایکوت خبری» اخبار مربوط به زندانی‌شدن و اعتصاب غذای او توسط رسانه‌های جریان اصلی فارسی‌زبان بود که انتقادات گسترده‌ای را پس از مرگ دردناکش به همراه داشت. بر باور بسیاری، عدم وابستگی وحید به برخی جریان‌های سیاسی، باعث شد تا رسانه‌های جریان اصلی فارسی‌زبان خبری دربارهٔ وضعیت او منتشر نکنند و بی‌آنکه صدایش به بیرون از زندان برسد درگذشت.

## واکنش‌ها به مرگ
مرگ وحید صیادی نصیری انعکاس وسیعی را در میان رسانه‌ها در پی داشت.
- رضا پهلوی فعال سیاسی و ولیعهد پیشین ایران نسبت به مرگ وحید صیادی نصیری واکنش نشان داد. او در این باره در صفحه رسمی توئیتر خود نوشت: «کابوس قربانی‌شدن هر روزه فرزندان پاک و دلیر ایران به دست ضحاک زمانه تنها با به زیر کشیدن فرقه تبهکار حاکم به سر خواهد رسید. وحید صیادی نصیری به درفش کاویانی پشت‌گرم بود و آرزو داشت پرچم شیروخورشید دوباره در ایران برافراشته شود. ایران را پس می‌گیریم و آرزویش را محقق می‌کنیم.»[۸][۲۳]
- وزارت امور خارجه ایالات متحده آمریکا، ضمن انتشار بیانیه‌ای به زبان فارسی نسبت به مرگ این زندانی ابراز تاسف کرد. ایالات متحده محکومیت و بازداشت نصیری را «خودسرانه» و «ناعادلانه» توصیف کرده‌است. نسخه فارسی وبسایت وزارت خارجه آمریکا بیانیه معاون سخنگوی این وزارت خانه را منتشر کرده که گفته‌است: «وحید صیادی نصیری بی آنکه صدایش به بیرون برسد در زندان رنج کشید.» در ادامه این بیانیه آمده‌است: «او تنها یکی از بسیار زندانیانی است که ناعادلانه در چنگال امیال رژیم ایران هستند.» علاوه بر آن این نهاد در این بیانیه به سخنان علی خامنه‌ای در سخنرانی سال نوی خورشیدی (۱۳۹۷) در مشهد رجوع کرد که سابقاً گفته بود: «در ایران کسی به خاطر انتقاد از حکومت تحت فشار و تعقیب قرار نمی‌گیرد و اگر کسی چنین ادعایی کند، دروغگوست».[۹][۲۲]
- وزارت امور خارجه فرانسه، ضمن انتشار بیانیه‌ای ضمن ابراز تاسف از مرگ وحید صیادی‌نصیری بر اثر ۶۰ روز اعتصاب غذای تر و خشک، خواستار توضیح حکومت ایران در مورد دلایل نادیده گرفته‌شدن حقوق یک زندانی سیاسی و رویدادهای منتهی به مرگ وی شد.[۱]
- مهدی کاهه، دادستان عمومی قم، ضمن تأیید خبر مرگ این زندانی علت مرگ او را «ناشی از مشکلات کبدی» دانست و مرگ در نتیجه اعتصاب غذا را تکذیب کرد. خبرگزاری قوه قضاییه نیز در گزارشی از قول این مقام قضایی قم نوشت: «نصیری سوابق متعدد در تهران و کرج و … در زمینه توهین به مقدسات، ائمه اطهار، اقدام علیه نظام و … داشته‌است و با همین عنوان‌ها اتهامی محکوم به حبس گردیده بود.» با این حال برخی منابع خبری از قول نزدیکان وحید صیادی نصیری اظهارات دادستان قم را تکذیب کردند. مطابق اظهارات آنها صیادی نصیری مشکلات معده و کبد صیادی نصیری در نتیجه اعتصاب غذای طولانی مدت او بوده‌است و سرانجام پس از انتقال به بیمارستان و بستری کوتاه مدت او فوت می‌کند.[۹][۲۲][۲۴]
- پس از انعکاس خبر درگذشت این زندانی سیاسی برخی از نهادهای حقوق بشری خواستار اعزام بازرسان بین‌المللی برای رسیدگی به وضعیت زندانیان سیاسی در ایران شدند. با این وجود جمهوری اسلامی ایران از جمله معدود کشورهایی است که سال‌ها شورای حقوق بشر سازمان ملل برای آنها گزارشگر ویژه حقوق بشر تعیین کرده‌است. اگرچه دولت ایران به این گزارشگران اجازه سفر به ایران و بررسی شرایط حقوق بشر در این کشور را نمی‌دهد.[۲۲]